# Figlie della Madonna del Divino Amore
Le Figlie della Madonna del Divino Amore sono un istituto religioso femminile di diritto pontificio: le suore di questa congregazione pospongono al loro nome la sigla F.M.D.A.

## Storia
La congregazione venne fondata da Umberto Terenzi (1900-1974) presso il santuario della Madonna del Divino Amore di Castel di Leva, presso Roma, di cui era rettore: non riuscendo a trovare insegnanti di catechismo per le sei scuole rurali della zona, decise di iniziare un nuovo istituto.
Terenzi si rivolse a Antonietta Fabbri, Maria Fasuli, Adelaide Guidotti, Elena Pieri e Franca Salfa, cinque giovani donne militanti nell'Azione Cattolica era che aveva conosciuto quando era stato viceparroco di Sant'Eusebio a Piazza Vittorio: nel maggio 1934 la comunità si stabilì in una casa colonica presso il santuario e, con l'approvazione del cardinale Francesco Marchetti Selvaggiani, diede origine alla congregazione.
La comunità venne riconosciuta come pia associazione con decreto del 25 marzo 1942 e nello stesso giorno le prime dieci Figlie della Madonna del Divino Amore furono ammesse alla professione dei voti religiosi; la congregazione venne eretta in istituto religioso di diritto diocesano il 5 agosto 1959 e venne elevata a istituto di diritto pontificio con decreto del 5 agosto 1961.

## Attività e diffusione
Le Figlie della Madonna del Divino Amore si dedicano all'assistenza ai malati negli ospedali, all'educazione nelle scuole dell'infanzia, alla catechesi nelle parrocchie, alla pastorale giovanile, all'accoglienza nelle case di spiritualità e turismo religioso.
Oltre che in Italia, le suore sono presenti anche in Brasile, Colombia, Filippine, India e Perù; la sede generalizia è in via Ardeatina a Roma.
Al 31 dicembre 2008 la congregazione contava 205 religiose in 38 case.